# Làng hoa Hạ Lũng
Làng Hoa Lũng (Bao gồm Lũng Bắc và Hạ Lũng) là làng nghề trồng hoa truyền thống nổi tiếng khắp miền Bắc, thuộc phường Đằng Hải, quận Hải An, thành phố Hải Phòng, nằm trong tốp 10 làng hoa, vườn hoa được yêu thích nhất Việt Nam. Làng nghề trồng hoa được hình thành cách đây hàng trăm năm, đã từng đón nhiều nguyên thủ quốc gia về thăm như cố Tổng Bí thư Trường Chinh, Lê Duẩn, cố Thủ tướng Chính phủ Phạm Văn Đồng…; được coi là vườn cổ tích, điểm du lịch ngay trong lòng thành phố hoa phượng đỏ.

## Quá trình phát triển
Làng hoa được hình thành cách đây hàng trăm năm, phát triển nhanh trong những năm 80, 90 của thế kỷ XX. Thời kỳ này, cả làng có đến 70% số hộ trồng hoa, toàn bộ diện tích đất nông nghiệp của làng dành cho trồng hoa (150 ha), sản phẩm hoa Hạ Lũng cung cấp cho mọi miền đất nước, xuất khẩu sang các nước Hà Lan, Đông Âu.
Mười năm trở lại đây, do quá trình đô thị hóa, diện tích trồng hoa của Hạ Lũng bị thu hẹp và chia nhỏ dần. Đến nay, làng có khoảng 30% hộ trồng hoa trên tổng diện tích 30ha. Hiện chính quyền quận Hải An và nhân dân Hạ Lũng đang triển khai dự án bảo tồn và phát triển làng nghề với quy mô 50 ha trồng hoa.

## Trồng hoa ở Làng Lũng
Làng Hoa Lũng một năm trồng ba vụ hoa. Một số gia đình trồng hoa trong nhà lưới, nhà nilon; một số trồng trên các tầng dàn, các chậu, trực tiếp ngoài đồng ruộng.
Các giống hoa truyền thống chủ yếu là: lay ơn (thân chắc mập, thẳng, bông to với đủ sắc màu), violet, huệ tây; đồng tiền (kép cánh dày, hoa đơn có 1 hàng cánh thưa), nhiều màu sắc; hồng nhung đỏ, hồng bạch trắng (làm thuốc, ướp hoa uống như uống trà), thược dược, hòa gích (hoa thúy), hoa cúc rượu có 2 mầu vàng và trắng (dùng làm hoa cúng vào ngày mùng 1 và hôm rằm hàng tháng âm lịch, ngoài ra hoa cúc rượu còn được phơi khô làm trà cúc nổi tiếng Hải Phòng ở những phố cổ khu vực nhà hát lớn Thành phố), cúc vàng (xưa kia chủ yếu cúc đại đóa), thạch thảo... Những giống hoa truyền thống được người dân Làng Lũng trồng và nhân và phân phối giống hoa đến các nơi như Hoành Bồ, Quảng Ninh từ những năm 1983, Nam Định, Thái Bình, Hải Dương, Hà Nội, Thái Nguyên. Đến nay, làng trồng thêm nhiều giống hoa mới: hồng Mỹ, hồng Pháp, hồng Hà Lan, lay ơn Pháp, hoa lay ơn Đà Lạt, đồng tiền Thái Lan, cúc Hà Lan, cúc Nhật Bản, cúc Indonesia, hoa Ly Đà Lạt, Phong Lan… các loại cây cảnh.
Trồng hoa tại Hạ Lũng mang lại hiệu quả kinh tế cao, cho thu nhập 60 - 70 triệu đồng/sào/năm.

## Chợ Hoa và thị trường tiêu thụ
Bên cạnh nghề trồng hoa, Hạ Lũng là một trong những chợ đầu mối lớn về hoa của miền Bắc, còn gọi là chợ Đằng Hải (chợ hoa nằm trên đất của làng Lũng Bắc), có tuổi đời hàng trăm năm. Chợ hoa Hạ Lũng họp hàng ngày, từ nửa khuya tới tờ mờ sáng. Ngoài các sản phẩm hoa của làng, chợ còn hội tụ các sản phẩm hoa của các tỉnh, thành khác như Đà Lạt, Sapa, Hà Nội, Hải Dương… và nhập từ các nước Trung Quốc, Ha Lan... cho tiêu dùng ngay trong thành phố và phân phối đi các tỉnh miền Bắc (Hải Dương, Hà Nội, Thái Bình, Quảng Ninh...). Tại chợ, các phụ kiện, vật tư, thiết bị, hạt giống... phục vụ cho việc trồng, thu hoạch, bảo quản hoa cũng được bày bán, trao đổi.